# Al-Shymaa Kway-Geer
Al-Shymaa Kway-Geer, née en 1960, est une députée Tanzanienne, nommée membre du Parlement en 2008 par le Président Jakaya Kikwete en vue de lutter contre les préjugés contre les personnes atteintes d'albinisme.

## Enfance
Elle naît en 1960 de deux parents tous deux noirs de peau, qui donnent naissance à trois enfants albinos, dont elle-même. Vivant avec difficultés les persécutions dont elle est victime pendant son enfance, elle décide plus tard de se battre pour faire accepter sa différence, bien que vivant dans la peur en raison de la chasse à l'homme et des massacres dont cette population est victime, en raison des pouvoirs magiques qui sont attribués à leurs cheveux, leur peau et leurs os, utilisés comme amulettes,. 

## Actions en faveur des albinos
En 1999, elle aide à la création de l'association Tanzanian Albino Society, qui s'efforce de faire connaître les nombreux massacres d'albinos découverts en Tanzanie. Plus tard, elle se présente comme députée dans le parti au pouvoir, mais échoue de peu.
En 2008, alors qu'elle est employée de bureau dans une compagnie aérienne, le Président Jakaya Kikwete la nomme membre du Parlement, en vue de lutter contre ce phénomène. Sa première tâche est de rédiger une étude faisant un état des lieux des conditions de santé, d'éducation et d'emploi des personnes atteintes d'albinisme dans le pays.
Son mandat semble de ne pas avoir été renouvelé en 2010, mais une autre personne albinos accède au Parlement tanzanien par la voie des urnes.
Elle est mère adoptive de deux fillettes albinos, recueillies après qu'elles ont été victimes d'attaques, et de l'amputation de sa jambe pour l'une d'elles.
En 2015, elle continue sa lutte pour tenter d'éradiquer le problème.